# Powiat kopyski
Powiat lub ujezd kopyski (ros. Копысский уезд) –  dawny powiat guberni mohylewskiej, istniejący w latach 1777–1796 i 1802–1861. Stolicą powiatu było miasto Kopyś. W 1861 r. zarząd powiatu przeniesiono do Horek, a terytorium  jednostki administracyjnej podzielono między powiaty horecki, orszański i sienneński.
Powiat kopyski zajmował powierzchnię 2 487 wiorst kwadratowych. Zamieszkany był przez ponad 122 tys. osób.